# Abrupt d'arrachement

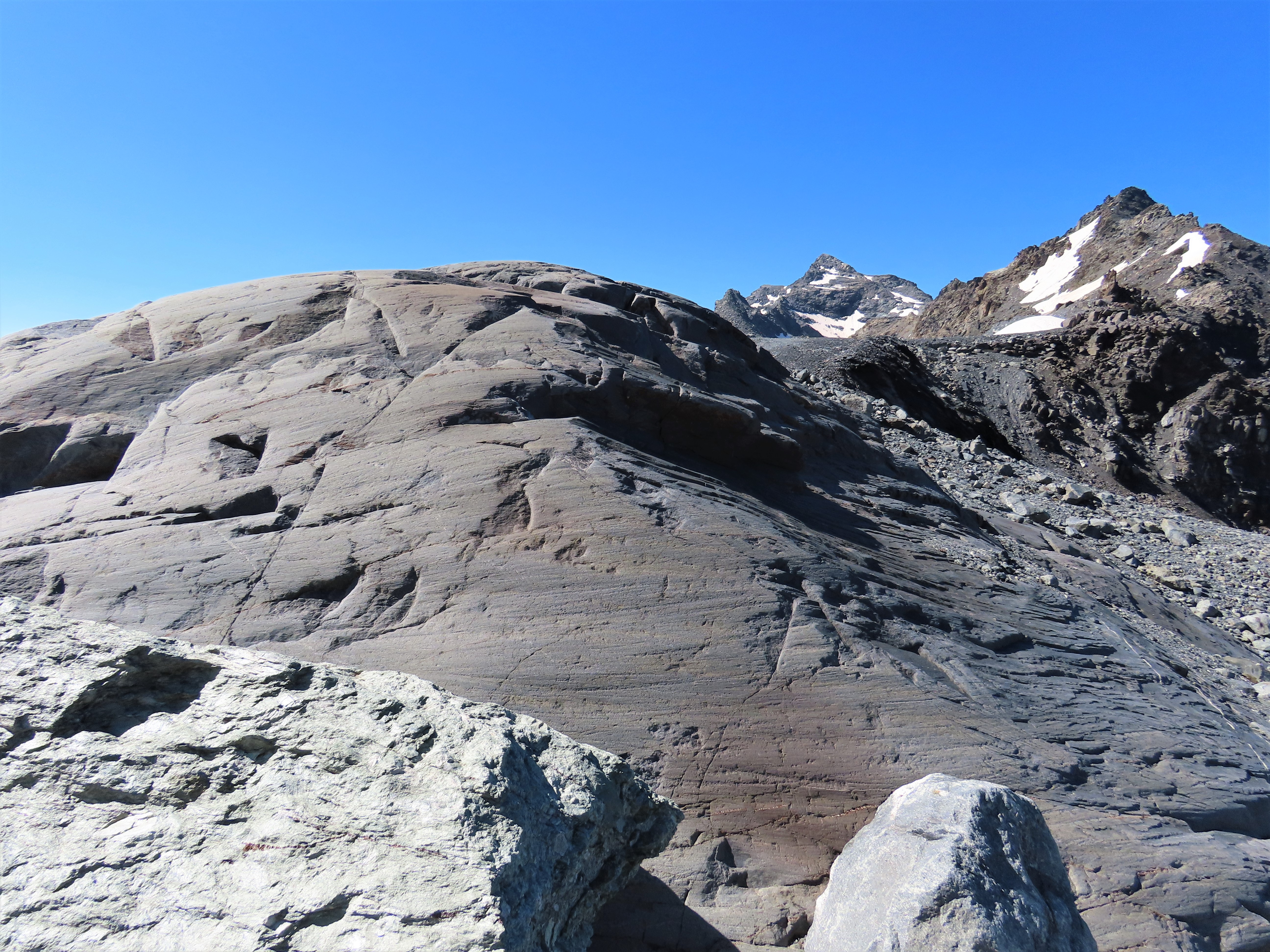
Abrupt d'arrachement sur un dos de baleine strié au col de Thorens en France.

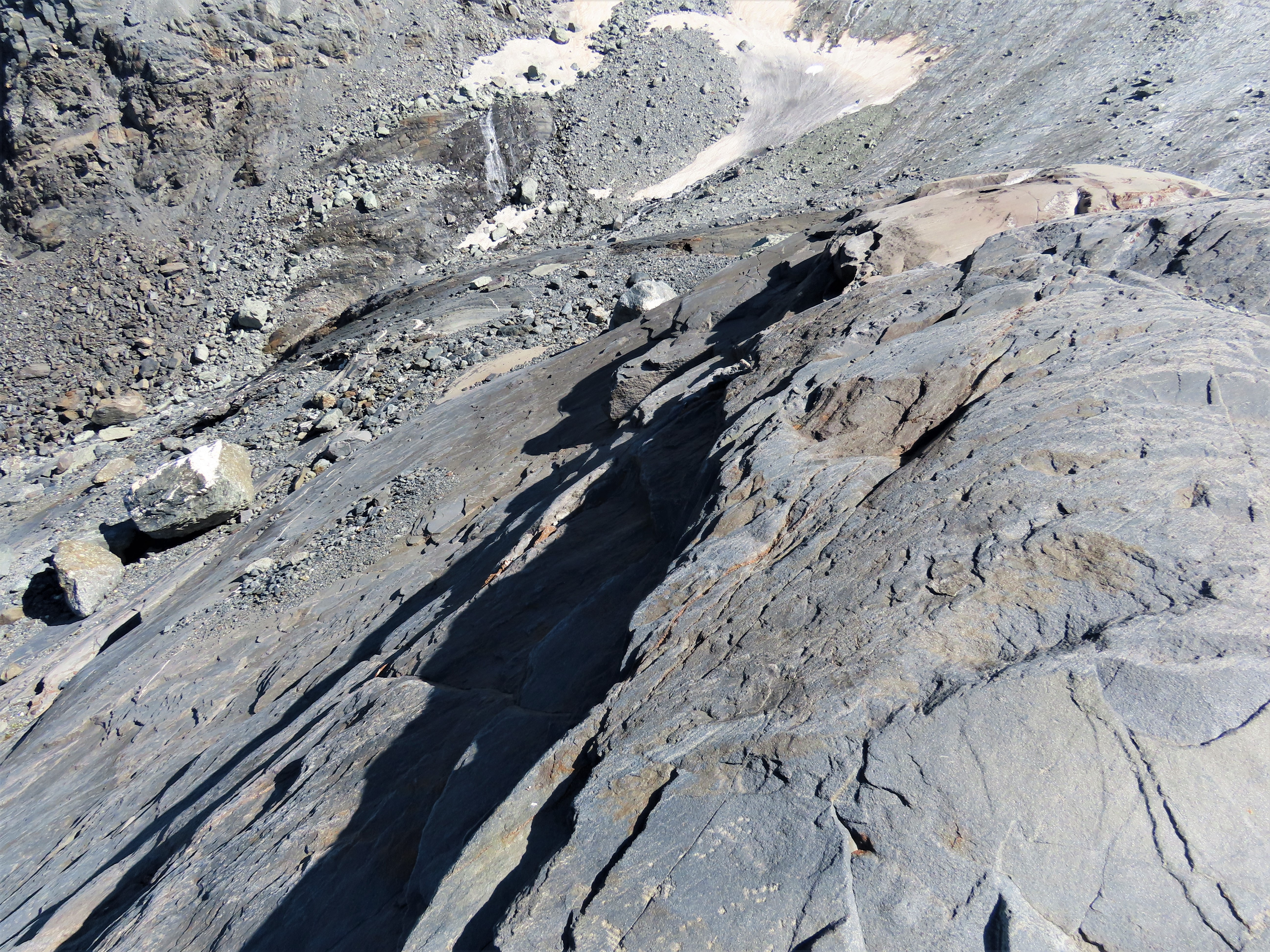
Abrupt d'arrachement sur un dos de baleine strié au col de Thorens en France.

Un abrupt d'arrachement est, en géomorphologie glaciaire, un escarpement créé par le passage d'un glacier sur le socle rocheux.

## Caractéristiques
Il se présente sous la forme d'une marche d'escalier de dimension variable, généralement de quelques dizaines de centimètres à quelques mètres de hauteur et de longueur mais pouvant prendre des dimensions plus importantes, jusqu'à plusieurs dizaines de mètres de hauteur et de longueur, se présentant alors sous la forme d'une falaise. Leur longueur est plus importante que leur hauteur. Ils sont souvent associés aux roches moutonnées et aux stries glaciaires.
L'orientation de l'abrupt d'arrachement donne l'indication du sens d'écoulement du glacier : celui-ci se dirigera dans le dos d'un observateur qui fera face à l'abrupt d'arrachement. Ainsi, l'orientation des abrupts d'arrachement et des stries glaciaires constituent des indices pour reconstituer le sens d'écoulement des glaciers, notamment ceux des dernières glaciations.